# Iracoubo

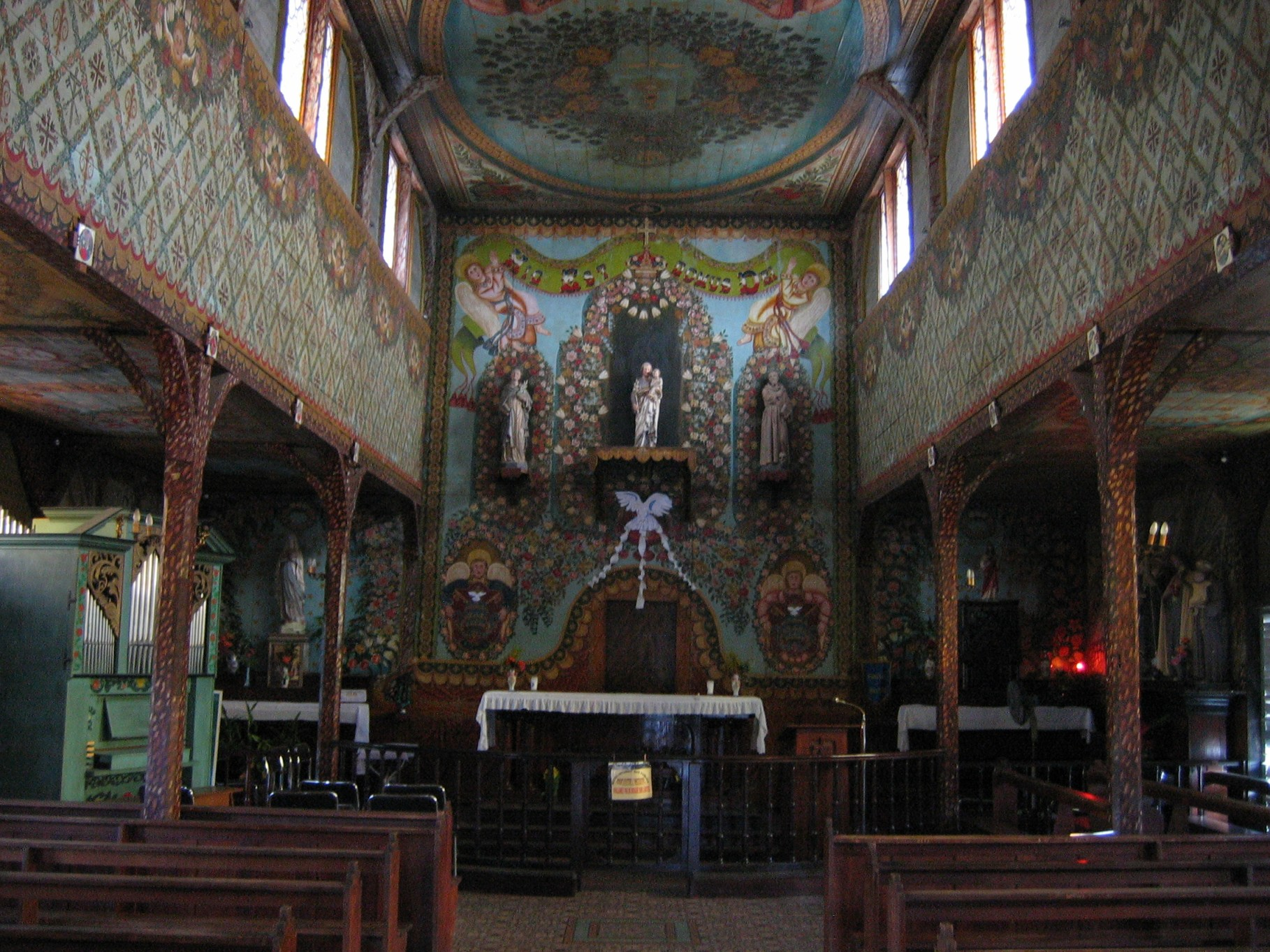
Kirche von Iracoubo

Iracoubo ist eine französische Gemeinde im Übersee-Département Französisch-Guayana, welches im Norden Südamerikas liegt.

## Bevölkerung
Bevölkerungsmäßig gehört Iracoubo mit 1685 Einwohnern (Stand 1. Januar 2022) eher zu den kleineren Gemeinden von Französisch-Guayana. In Rococoua, einer Siedlung im Gemeindegebiet von Iracoubo, befinden sich etwa 15 Familien der Volksgruppe der Hmongs, die aus Südostasien stammen und von denen sich insgesamt rund 2000 infolge des Vietnamkrieges in Französisch-Guayana niedergelassen haben.